# Krokodýl Dundee
Krokodýl Dundee (v anglickém originálu Crocodile Dundee) je australská filmová komedie z roku 1986. Sleduje reportérku amerických novin Newsday Sue Charlton (Linda Kozlowski) na cestě do Austrálie, kde plánuje získat podklady k článku o lovci krokodýlů Michaelu J. „Krokodýlu“ Dundeem (Paul Hogan). Po společném čase stráveném v outbacku s ní Dundee odletí do New Yorku, kde se střetává s moderním světem. S nápadem na příběh přišel sám Hogan, který je rovněž spoluautorem scénáře.
Film režíroval Peter Faiman a dále v něm hráli například John Meillon, David Gulpilil a Mark Blum. Natočen byl od července do října 1985 v městečku McKinlay v Queenslandu, v Národním parku Kakadu, a nakonec v New Yorku. V Austrálii byl uveden v dubnu 1986, v USA v září. V USA se stal jedním z nejvýdělečnějších filmů roku a vůbec nejvýdělečnějším zahraničním filmem. Hogan za svou roli získal Zlatý glóbus. V roce 1988 bylo natočeno pokračování (Krokodýl Dundee 2), druhé následovalo v roce 2001 (Krokodýl Dundee v Los Angeles).